# Buchenwaldrättegången
Buchenwaldrättegången var en rättegång mot personer som verkat i koncentrationslägret Buchenwald. Rättegången hölls mellan den 11 april och den 14 augusti 1947. Trettioen personer stod anklagade för krigsförbrytelser och brott mot mänskligheten. 22 dödsdomar avkunnades, varav 11 verkställdes.

## Åtalade
| Åtalad                        | Dom                                                      |
| ----------------------------- | -------------------------------------------------------- |
| Josias zu Waldeck und Pyrmont | Livstids fängelse, senare omvandlat till 20 års fängelse |
| Otto Barnewald                | Dödsstraff, senare omvandlat till livstids fängelse      |
| August Bender                 | 10 års fängelse, senare omvandlat till tre års fängelse  |
| Anton Bergmeier               | Dödsstraff, senare omvandlat till livstids fängelse      |
| Arthur Dietzsch               | 15 års fängelse                                          |
| Hans Eisele                   | Dödsstraff, senare omvandlat till tio års fängelse       |
| Werner Greunuss               | Livstids fängelse, senare omvandlat till 20 års fängelse |
| Philipp Grimm                 | Dödsstraff, senare omvandlat till livstids fängelse      |
| Hermann Grossmann             | Dödsstraff, avrättad den 19 november 1948                |
| Hermann Hackmann              | Dödsstraff, senare omvandlat till livstids fängelse      |
| Gustav Heigel                 | Dödsstraff, senare omvandlat till livstids fängelse      |
| Hermann Helbig                | Dödsstraff, avrättad den 19 november 1948                |
| Edwin Katzenellenbogen        | Livstids fängelse, senare omvandlat till 15 års fängelse |
| Josef Kestel                  | Dödsstraff, avrättad den 19 november 1948                |
| Ilse Koch                     | Livstids fängelse, senare omvandlat till 4 års fängelse  |
| Richard Köhler                | Dödsstraff, avrättad den 26 november 1948                |
| Hubert Krautwurst             | Dödsstraff, avrättad den 26 november 1948                |
| Hans Merbach                  | Dödsstraff, avrättad den 14 januari 1949                 |
| Peter Merker                  | Dödsstraff, senare omvandlat till 20 års fängelse        |
| Wolfgang Otto                 | 20 års fängelse, senare omvandlat till 10 års fängelse   |
| Hermann Pister                | Dödsstraff, död före avrättningen                        |
| Emil Pleissner                | Dödsstraff, avrättad den 26 november 1948                |
| Guido Reimer                  | Dödsstraff, senare omvandlat till livstids fängelse      |
| Helmut Roscher                | Dödsstraff, senare omvandlat till livstids fängelse      |
| Hans Schmidt                  | Dödsstraff, avrättad den 7 juni 1951                     |
| Max Schobert                  | Dödsstraff, avrättad den 19 november 1948                |
| Albert Fredrich Schwartz      | Dödsstraff, senare omvandlat till livstids fängelse      |
| Walter Wendt                  | 15 års fängelse, senare omvandlat till fem års fängelse  |
| Friedrich Karl Wilhelm        | Dödsstraff, avrättad den 26 november 1948                |
| Hans Wolf                     | Dödsstraff, avrättad den 19 november 1948                |
| Franz Zinecker                | Livstids fängelse                                        |